# کارنوبات
کارنوبات شهری در استان بورگاس کشور بلغارستان است که جمعیت آن در سال ۲۰۰۱ میلادی ۲۰٬۵۸۷ نفر بوده‌است.